# Jaroslav Burgr
Jaroslav Burgr (* 7. März 1906 in Velké Přítočno bei Kladno; † 15. September 1986) war ein tschechischer Fußballspieler.

## Karriere
Jaroslav Burgr begann mit dem Fußballspielen als Siebenjähriger in Kročehlavy, heute ein Stadtteil von Kladno. 1920 trat er dem örtlichen Verein SK Kročehlavy bei, schon mit 16 Jahren spielte er regelmäßig für die erste Herrenmannschaft. Schnell wurden die damals führenden tschechoslowakischen Fußballvereine auf den Verteidiger aufmerksam.
Mit 18 Jahren bekam er ein Angebot von Viktoria Žižkov, lehnte aber ab. Kurz darauf versuchte Slavia Prag Burgr zu verpflichten. Da die Funktionäre Slavias dem jungen Abwehrspieler für einen Wechsel nichts bieten konnten, sagte Burgr erneut ab. Erst Sparta Prag bot 1926 2000 Kronen und Burgr wechselte den Verein.
Sparta Prag hatte zu jener Zeit ein eingespieltes Abwehrtrio, bestehend aus Antonín Hojer, Antonín Perner und Karel Steiner. Burgr spielte zunächst nur für die Reservemannschaft. Seine große Stunde schlug 1927 im Mitropacup-Finale gegen Rapid Wien, nachdem sich Antonín Hojer kurz zuvor verletzt hatte. Burgr bot eine gute Leistung und gehörte danach zur Stammelf Spartas. Zwei Jahre später wurde er Mannschaftskapitän und debütierte in der Tschechoslowakischen Nationalmannschaft. Auch in der Landesauswahl wurde Burgr eine feste Größe. Er nahm an der Weltmeisterschaft 1934 in Italien teil, bei der die Tschechoslowakei Vizeweltmeister wurde, und spielte ebenfalls bei der Weltmeisterschaft 1938 in Frankreich.
Insgesamt trug Burgr 57 Mal das Trikot der Tschechoslowakei, neun Mal führte er die Mannschaft als Kapitän auf das Spielfeld.
Für Sparta bestritt Burgr 625 Spiele, 13 Jahre war er Kapitän der Mannschaft. 1946 wechselte er zum SK Most, wo er seine Karriere 1950 beendete. Seinen letzten Auftritt hatte er mit 44 Jahren in einem Freundschaftsspiel des SK Most gegen Sparta Prag.
Mit Sparta Prag gewann Burgr 1927, 1931/32, 1935/36, 1937/38 und 1938/39 die nationale Meisterschaft. 1927 und 1935 gewann er mit seinem Verein den Mitropapokal.
Burgr galt als kompromissloser, harter, aber gleichzeitig fairer Verteidiger. Nach seiner aktiven Laufbahn kehrte er zu seinem erlernten Beruf Metzger zurück.